# 過去問題集
過去問題集（かこもんだいしゅう）は入学試験や資格試験などにおいて過去に出題された問題を集め、解答や解説を加えた問題集である。略称は過去問（かこもん）。
近年では、著作権問題が顕在化することを避けるため、特に入学試験問題の国語や英語において、本文を掲載しないものも増えている。また、出題内容の外部への漏洩を禁止している資格試験において、受験者から出題内容を収集して配布する、あるいは転売するといった違法紛いの行為があり、問題視されることがある。

## 入学試験過去問題集

### 小学校受験
- こぐま会
- にっけん教育出版
- 日本学習図書
- 伸芽会

### 中学受験/高校受験
- 英俊社（赤本）  近畿地区＋広島県・愛知県
- みくに出版
- 声の教育社
- 東京学参
- 教英出版
- シオン  愛知県
- 広学図書　広島県＋愛媛県（高校受験用のみ）

### 高等学校卒業程度認定試験（高認）
- 池田書店
- 旺文社
- 声の教育社
- School出版部

### 大学入試センター試験/大学入学共通テスト
- 教学社 赤本
- 代々木ライブラリー 白本
- 河合出版 黒本
- 駿台文庫 青本
- Z会 緑本

### 大学受験

#### 大学別
- 教学社 『大学入試シリーズ』（赤本）
- 日本ドリコム （黄本） 東海地区の大学
- 大学通信
- 富士コンテム  北海道地区の大学

- 駿台文庫 『大学入試完全対策シリーズ』（青本）（東京大学、京都大学、東京工業大学、一橋大学、北海道大学、東北大学、名古屋大学、大阪大学、神戸大学、九州大学、早稲田大学・慶應義塾大学の主要学部、駿河台大学）
- Z会 （緑本 / グリーン本）（大学別のものは絶版　大学別科目別のものが販売される。）
- 東京出版 『入試の軌跡』（東京大学、京都大学、私大医学部（慶應義塾大学、東京慈恵会医科大学、日本医科大学、順天堂大学）の数学）
- 角川書店 『東大英語リスニング』『東大数学問題集』『東大古典問題集』『東大物理問題集』『東大化学問題集』（東京大学の英語（リスニング）・数学・古典・物理・化学　鉄緑会が作成）

#### 大学別（特殊）
- 中央教育研究社 教育図書出版部 『入試問題の解き方と出題傾向の分析』
  - 私立大学医学部（青色）
  - 私立大学歯学部（黄緑色）
  - 私立大学薬学部（肌色）
  - 私立大学薬学部推薦入試（桃色）
  - 私立大学獣医学部（灰色）

- 体育進学センター 体育大学・体育学部 （タイシンアカホン）

- すいどーばた美術学院 美術大学の過去問題集を作成・販売

#### 教科別
- 旺文社 『全国大学入試問題正解』
- ベネッセ 『大学入試英語問題の研究』
- 学燈社 『国語大学入試問題詳解』
- 明治書院 『作者・作品別国語問題総覧』 
  - 『作者・作品別現代国語問題総覧』
  - 『作者・作品別現代文問題総覧』
  - 『ジャンル・作品別古文・漢文問題総覧』
  - 『作者・作品別頻出評論問題総覧』
  - 『ジャンル・作品別頻出古文問題総覧』
  - 『ジャンル・作品別頻出漢文問題総覧』
- 聖文新社 『数学入試問題詳解』
  - 『昭和31年～平成6年 全国大学数学入試便覧（全6集）』
    - 〔第1集〕'56～'66（昭和31～41） ISBN 4792200563
    - 〔第2集〕'66～'70（昭和41～45） ISBN 4792200571
    - 〔第3集〕'71～'80（昭和46～55） ISBN 479220058X
    - 〔第4集〕'81～'84（昭和56～59） ISBN 4792200598
    - 〔第5集〕'85～'89（昭和60～平成元年） ISBN 4792200601
    - 〔第6集〕'90～'94（平成2～6）    ISBN 479220061X
- くぬぎ出版 『全国大学入試正解集 地学』
- ジェイシー教育研究所
  - 『全国大学入試問題データベース「Xam (イグザム)」（CD-ROM ）』（英語/国語/数学/物理/化学/生物/地学・総合/日本史/世界史/地理/公民）

### 看護学校など
- 教育弘報研究所

### 自衛官採用試験
- 成山堂書店

### 大学院入試
- 東京図書 （中央ゼミナール編集）
  - 『心理学系大学院英語 問題と解答』
  - 『看護・福祉系 大学編入・大学院入試の英語』
  - 『人文科学系英語 問題と解答』 （昴教育研究所編集）
  - 『人文科学系英語問題集』
  - 『人文科学系専門科目問題集』
  - 『社会科学系大学院英語 問題と解答』
  - 『社会科学系英語問題集』
  - 『社会科学系専門科目問題集』
  - 『理学工学系大学院英語 問題と解答』
  - 『理学工学系入試問題集 詳解大学院への数学』
  - 『理学工学系英語問題集』
  - 『理学工学系専門科目問題集』
- サイエンス社
  - 『演習大学院入試問題 語学』
  - 『演習大学院入試問題 数学』
  - 『演習大学院入試問題 物理学』

## 資格試験過去問題集

### 司法試験
- 東京リーガルマインド　『年度別体系別択一過去問』
- 東京リーガルマインド　『択一過去問』　1年分
- 早稲田経営出版　『択一過去問集』
- 早稲田経営出版　『択一過去問集　－憲法・民法・刑法－』
- 早稲田経営出版　『早解き択一過去問集』
- 早稲田経営出版　『択一式・肢別過去問集「考える肢」』
- 辰已法律研究所　『短答過去問詳解スタンダード本』
- 辰已法律研究所　『短答過去問　肢別本』
- 週刊住宅新聞社　『P&C方式　短答式過去問集』（井藤公量）
- 東京リーガルマインド　『新・論文過去問徹底解析体系別解答例集』
- 早稲田経営出版　『新論文過去問集』
- 早稲田経営出版　『論文試験合格者答案集』
- 辰已法律研究所　『論文本試験過去問』
- 辰已法律研究所　『論文本試験合格者答案ファイル』
- 辰已法律研究所　『平成の○○論文過去問　合格者現場思考ぶんせき本』
- 早稲田経営出版　『口述過去問集』

### 英検
- 『英検 1 ～ 5 級全問題集』 （旺文社）
- 『英検過去問ベストナビ準 1 ～ 3 級』 （大栄出版）
- 『英検 2 ～ 5 級過去問題集』 （学習研究社）
- 『過去問マスター! 英検 3 級問題集』 （成美堂出版）

### 医療・福祉資格
- メディックメディア　『クエスチョン・バンク』　（医師、看護師、保健師、管理栄養士、理学療法士、作業療法士、ケアマネジャー、介護福祉士、社会福祉士）
- 医学評論社　（医師、看護師、歯科医師、薬剤師、社会福祉士）
- 医歯薬出版　（臨床検査技師、理学療法士、作業療法士、歯科衛生士、歯科技工士）
- 医学書院　（看護師、准看護師、保健師、臨床検査技師）
- メヂカルフレンド社　（看護師、准看護師、保健師、介護福祉士）
- 久美出版　（保健師、理学療法士、作業療法士、柔道整復師、はり師、きゅう師、社会福祉士、精神保健福祉士）
- 日本医歯薬研修協会　（歯科医師、歯科衛生士、管理栄養士）
- 中央法規出版　（介護福祉士、社会福祉士、精神保健福祉士、ケアマネジャー、管理栄養士）
- 七賢出版　（看護師、管理栄養士、社会福祉士、ケアマネジャー、保育士）
- へるす出版　（救急救命士、精神保健福祉士、臨床工学技士）
- 医道の日本社　（はり師、きゅう師、あん摩マッサージ指圧師、柔道整復師）
- 文光堂　（救急救命士、視能訓練士）
- 薬学ゼミナール　（薬剤師）
- 評言社　（薬剤師）
- メディセレ教育出版　（薬剤師）
- 啓明書房　（看護師）
- メディカ出版　（助産師）
- 麻布デンタルアカデミー　（歯科医師）
- クインテッセンス出版　（歯科衛生士）
- 医療科学社　（診療放射線技師）
- オーム社　（診療放射線技師）
- 女子栄養大学出版部　（管理栄養士）
- 花伝社　（管理栄養士）
- 診断と治療社　（言語聴覚士）
- 大揚社　（言語聴覚士）